# Tove Torvalds
Tove Torvalds, ogift Monni, född 1963, är en finländsk karatekare och sexfaldig finsk karatemästare.

## Biografi
Torvalds är utbildad barnsjuksköterska från Helsingfors universitet. Under studietiden träffade hon Linus Torvalds, operativsystemet Linux upphovsman och de blev ett par. De gifte sig 1997. Paret har de tre döttrarna Patricia Miranda (f. 1996), 
Daniela Yolanda (f. 1998) och Celeste Amanda Torvalds (f. 2000), varav de två yngsta är födda i USA, tillsammans.
Torvalds har ett svart bälte av tredje graden i Wado ryu karate. Hon är sexfaldig finsk karatemästare. 
Sedan 2018 har Torvalds svart bälte av fjärde graden i taekwondo. Hon undervisar även i den kampsporten i USA.